# Municipio de Budva
El Municipio de Budva (serbio: Општина Будва) es uno de los veintitrés municipios en los que se encuentra dividida la República de Montenegro. Su capital y ciudad más importante es la ciudad de Budva.

## Geografía
El municipio se encuentra situado en la zona sur  de Montenegro, en el Mar Adriático. Limita con los municipios de Cetiña y Bar al norte, con el Mar Adriático al sur, nuevamente el Municipio de Bar al este y con el Municipio de Kotor al oeste.

## Demografía
El municipio tiene una población de 19.218 habitantes según el último censo realizado en el año 2011, no obstante en épocas estivales esta población aumenta hasta los 80.000 habitantes debido al turismo. La localidad más importante es Budva que cuenta con 17.900 habitantes seguida de lejos por Petrovac que cuenta con 1.485.

## Localidades
Comprende las siguientes localidades (población en 2011):
- Bečići - 895
- Blizikuce - despoblado
- Boreti - 333
- Brajici I - 17
- Brajici II - 8
- Brajici III - 7
- Brda - despoblado
- Budva - 13338 (la capital)
- Buljarica I - 108
- Buljarica II - 97
- Celobrdo - 7
- Ðenaši - despoblado
- Drobnici - 33
- Ilino Brdo - despoblado
- Kaluderac II - 279
- Katun Reževici - 42
- Krstac - 10
- Kuljace - 23
- Kuljace Dapkovici - 15
- Lapcici - 62
- Markovici - 60
- Markovici Duletici - despoblado
- Novoselje I - despoblado
- Novoselje II - despoblado
- Petrovac - 1398
- Pobori - 28
- Pobori Gornji - despoblado
- Podostrog I - 511
- Podostrog II - 177
- Prijevor I - 206
- Prijevor II - 507
- Pržno I - 31
- Pržno II - 314
- Radenovici - despoblado
- Rijeka Reževici - 30
- Stanišici - 73
- Sveti Stefan - 364
- Tudorovici - despoblado
- Viti Do - 212
- Zukovica - 8